# 高窪炭鉱
高窪炭鉱（たかくぼたんこう）は島根県飯石郡三刀屋町高窪（現：雲南市）にあった炭鉱で島根炭田の一つ。1889年（明治22年）能義郡広瀬町（現：安来市）の高塚義右衛門が採掘を始めたのがきっかけである。

## 沿革

### 開坑
開坑当時（明治中期）は、大小様々のツルハシを使った露天掘りが主だった。炭層自体はすぐに出てきたが、交通面の不備で、搬出は不便で納入先の大原郡前原製絲工場への運搬は、主に近隣からの役馬や荷車などに頼った。平田製絲や大津製絲など出雲方面への運搬は、高窪の西谷地区（現在の出雲市上島町）から三刀屋町多久輪までの道路を新設、荷車で搬出して斐伊川の舟便で運んだ。またもう一つの方法として、地元の労働者が現場から山道を人力で運搬した。運賃は、一俵（60kg）4銭くらいで、最盛期には地元の労働者の他、他地域からの従業者も多く、近隣の家に分宿していた。日露戦争下では次第に勢いを失い、衰えていった。高窪炭鉱は、諸種の事情で経営者が時々変わっているが、詳細については資料がなく、はっきりしたことはわかっていない。営者が幾人ともなく変わっている一因として、交通の便が悪いため搬出の経費が高く、経営上の採算が取れなかったことが考えられる。
当時、採掘現場の坑内の照明は菜種油等を燃料とする灯心を使用していた。更に換気も悪く、ガスが充満して灯りが消えると、一度坑外に出て外気を吸い、再び入坑作業を続けた。坑内からの石炭の搬出は、天秤棒を用いて外に出して選炭し、一俵16貫に俵詰めした。坑内の石炭から発生したガスや煙を吸い込んでいたため（これにより病気を患ったものも少なくなかった。）、坑夫を辞めた後も2-3年は真っ黒な痰が出たという。また、ガスや坑内落盤事故のため、3人の犠牲者も出た。
作業は1日3交代で、労賃は一回25銭で中には1日に2回働く者もいた。女性は水引桶で坑内に溜まった水を汲み出すのが主な仕事で、賃金は男性のおよそ7割程度だった。この炭鉱は、大正の中期頃まで続いていた。一時休坑となるが、昭和期に入り再び脚光を浴びる時代が訪れる。

### 再開と閉山
日中戦争に続いて、昭和16年12月太平洋戦争に突入すると、石炭の需要が急増したため、一時休坑していた高窪炭鉱は、再び時代の要請で再開された。炭質が良く、出炭量も多い高窪炭鉱は、1944年（昭和19年）には、島根報国炭鉱と改称、海軍用達日立安来工場の発注にも対応、国策に応じた。このころが高窪炭鉱の最盛期ともいうべき産出量で、1日120tに達した。1t当たり4円で、地元のみならず、四国や九州など遠くの県からの従業者も数多くあり、一時は約200名を数えた。この内、韓国人も約30-40人いたという。家族連れで出稼ぎに来る者も多く、地域人口は約400人も増加し、学校の生徒数も増えたため教員も増員された。宿舎も立ち並び、商店や飲食店もできて賑やかで活気にあふれていた。現在も当時の面影として宿舎などのコンクリート跡やバス停留所に炭鉱口がある。
当時、搬出のために、現地から国鉄（現在のJR）木次駅近くの貨車積込場までの間に索道を建設。これに使用した変電所跡が残っている。明治・大正時代はほとんど人力に頼っていたので、それに比べればはるかに能率的だった。
しかし、高窪はもちろん、周辺の町にとっても重要な産業で、経済に与える影響も大きかった高窪炭鉱だが、1949年（昭和24年）頃に食糧事情や労働者の質の悪さ、（喧嘩や賭博で何かと問題が起こった）に加え、時代の変遷と出炭量の減少に伴い昭和25年鎮西工業株式会社島根炭鉱が事業を引き継いだが昭和26年に一時休山し、ついに昭和37年3月までで閉山となった。 当時、無煙炭が採掘されていたが、質が悪くなり皮肉って「もえん炭」（燃えない炭）と言っていた。